# 시무라 다카코
시무라 다카코(일본어: 志村 貴子, 여성, 1973년 10월 23일 ~ )은 일본의 만화가이다. 가나가와현 출신으로 도쿄도에 거주 중이다.

## 약력
1997년에 《코믹 빔》 (엔터 브레인)에《나는 여자아이》 단편작을 게재한 후 같은 잡지에서 첫 연재 작품 《섹시가이》를 발표한다. 조금씩 활동 범위를 넓혀 현재는 《코믹 빔》에 더해《만화 에로틱스 에프》(오오타 출판)등 청소년 잡지를 중심으로 두서넛 잡지에서 동시에 연재해고 있다.
덧붙여 말하면, 《나는 여자아이》 연재 이전에는〈가도 마사이치〉와〈도쿄당 에루에루〉등 명의로 성인향 만화 잡지《외전》에 단편 작품을 발표한 적도 있지만 이 작품들이 수록된 단행본은 판매하고 있지 않다.
2009년, 아오키 도시나오, 이시데 덴키, 이와오카 히사에, 다니카와 후미코와 함께 동인 서클 〈腹ペコ戦隊はしレンジャー〉를 결성했다.